# Los Velázquez
 Los Velázquez  es una película de Argentina del género de docudrama filmada en colores dirigida por Pablo Szir sobre su propio guion escrito en colaboración con Lita Stantic y Guillermo Szelske según el ensayo Isidro Velázquez: formas prerrevolucionarias de la violencia (1968), del sociólogo Roberto Carri que se realizó entre 1970 y 1972 y nunca fue estrenada comercialmente. 

## Sinopsis
Lita Stantic en un reportaje publicado en Página 12 escribió:

«Trataba sobre dos bandidos...que en los años ’50 se convierten en una suerte de Robin Hood para los campesinos que los ayudan a ocultarse. Isidro Velázquez era un campesino maltratado por la policía a la que enfrenta y se va de su casa. Se encuentra con Vicente Gauna, un forajido, y empiezan a tramar secuestros a estancieros, robos a comercios, y reparten el dinero entre los pobres. En un momento… la plata está marcada y necesitan cambiar a través de una maestra, y ella, apretada por la policía, los entrega. Terminan matándolo en una ruta… En el Chaco hay una leyenda muy fuerte.»

## El director
Pablo Szir ( Argentina, ¿1936?  -  Argentina, ¿1978? ) cuyo nombre completo era Pablo Bernardo Szir fue un director de cine y  oficial primero de la organización político-militar Montoneros y fue secuestrado el 29 de octubre de 1976, cuando tenía 40 años; en ese  momento revistaba como secretario político de la Columna Oeste. Usaba los nombres de guerra Patricio Rivero” y “El Gordo Luis”. Se sabe que estuvo en un campo clandestino de detención donde también se encontraba Roberto Carri y continúa desaparecido.

## Producción
Entre 1971 y 1972, Szir filmó, junto a su pareja de entonces, la productora Lita Stantic, la película Los Velázquez. Años después, la película desapareció con él. En una entrevista con Moira Soto, Stantic cuenta: «Los Velázquez desapareció con Pablo, el negativo lo tenía él. Estaba completada la filmación, había un armado, el positivo estaba en el laboratorio, y el compaginador lo destruyó porque le dio miedo. Por supuesto, cada tanto aparece alguien con un dato, dice que puede estar en Cuba… Ya es un mito».

## Reparto
- Carlos Lagos
- Oscar Vega
- Martín Coria
- Noemí Manzano
- Hugo Álvarez
- Guerino Marchesi
- Carlos Catalano
- Ricardo Gil Soria
- José Andrada
- Sara Bonet

## Comentarios
Lita Stantic en un reportaje contó:

«Contamos con una gran investigación y en la película hizo un papel pequeño Vicky Walsh, la hija de Rodolfo Walsh. Había una pelea entre Pablo y yo, porque él quería que terminara con la hija llegando a la ciudad e integrándose a la lucha armada. A mí no me resultaba convincente, y cuando entrevistamos a la chica, lo único que nos dijo fue: “Yo desearía que estuviese vivo”. Era una historia muy atractiva, nos metimos con todo, la gente no cobraba pero había que alimentarla, comprar el negativo, alquilar las luces.» 

Manrupe y Portela escriben:

«Docu-drama de verdadera trascendencia provincial. Concebido como película de difusión no comercial y producido en cooperativa, nunca se estrenó en salas comerciales.»

## Otras películas sobre los Velázquez
En 1987 Quiko García comenzó a filmar Los Velázquez, crónica de dos bravos famosos, cómo pelearon, cómo murieron y cómo siguen vivos en la memoria del pueblo pero la película no se terminó. En diciembre de 2010 se estrenó el docudrama Isidro Velázquez, la leyenda del último sapucay dirigido por Camilo José Gómez.

## El personaje
Isidro Velázquez ( Mburucuyá, Argentina, 15 de mayo de 1928 – Pampa Bandera, ídem, 1 de diciembre de 1967, fue un asaltante y secuestrador. Era uno de los 22 hijos de Tomasa Ortiz y Feliciano Velázquez. Durante 6 años en la década de 1960 cometió una serie de delitos junto con su hermano Claudio hasta ser abatido por la policía y se convirtió en un mito que perdura hasta la actualidad.
Algunos intelectuales populistas y de izquierda divulgaron y otorgaron entidad mítica a Isidro Velázquez, incorporando a menudo una porción de fantasías y distorsiones, y sacrificaron aspectos importantes de la verdad histórica en pro de su propósito ideológico. Sin duda que Velázquez no fue un delincuente del montón, porque ellos no suelen despertar este tipo de veneraciones, pero el historiador no debe dar por ciertos los aspectos más dudosos de la leyenda ni a utilizar una investigación histórica como vehículo de difusión ideológica. Así, por ejemplo, no hay prueba de que haya repartido dinero entre los pobres, más allá de los lógicos pagos por la protección que le brindaban prestaban, voluntariamente o porque no tenían otra alternativa. 
Si bien sus panegiristas afirman que las cinco muertes que le reconocen fueron en defensa propia o en enfrentamientos leales con la policía, cabe preguntarse si las ocurridas en el tiroteo en el que también murió su hermano Claudio, fue un acto de justicia o una balacera entre pendencieros alcoholizados o interrogarse acerca de qué justificación pueden encontrar al asesinato de un intendente y un propietario rural secuestrado. Posiblemente el punto más alto de la manipulación ideológica, lo alcancen aquellos intelectuales que intentaron presentar a Isidro Velázquez y Vicente Gauna como bandoleros que estuvieron a punto de integrarse a las Fuerzas Armadas Peronistas (FAP) gracias a sus presuntos contactos con Carlos Caride.
Seguramente, por la misma época hubo otros de trayectoria similar a la de Velázquez que no llegaron a crear una leyenda, por lo cual sería interesante estudiar por qué a su alrededor nació este mito y qué necesidades ocultas o manifiestas estuvieron presentes en las clases populares para mantener hacia este hombre una empecinada lealtad.